# Festuca litvinovii
Festuca litvinovii är en gräsart som först beskrevs av Nikolai Nikolaievich Tzvelev, och fick sitt nu gällande namn av Evgenii Borisovich Alexeev. Festuca litvinovii ingår i släktet svinglar, och familjen gräs. Inga underarter finns listade i Catalogue of Life.